# Villafranca in Lunigiana
Villafranca in Lunigiana (Vilafranca nel dialetto della Lunigiana) è un comune italiano di 4 744 abitanti della provincia di Massa-Carrara in Toscana. Si trova sulla Via Francigena; nel paese si conservano vestigia dell'antico borgo medioevale.

## Geografia fisica
- Classificazione sismica: zona 2 (sismicità medio-alta), Ordinanza PCM 3274 del 20/03/2003
- Classificazione climatica: zona D, 1887 GG
- Diffusività atmosferica: media, Ibimet CNR 2002

## Storia
(Dante Alighieri, Divina Commedia, Purg.VIII, 118-19)
L'antico castello di Malnido, presidio sulla Via Francigena del ramo ghibellino dei Malaspina, risultava pressoché integro prima dei bombardamenti alleati della seconda guerra mondiale: oggi restano rovine fascinose che si spera ancora di poter recuperare.
Al tempo della venuta di Dante il feudo era retto da Franceschino Malaspina di Mulazzo, poiché Moroello e Corradino, figli di quel Corrado II, detto il Giovane (onde distinguerlo dal capostipite dello Spino Secco), sulla cui nobile figura Dante Alighieri elaborò l'elogio assoluto dei Malaspina imperiali al Canto VIII del Purgatorio, erano ancora in minore età.
Nonostante gli ultimi studi abbiano fatto emergere dalla sequenza Antico-Giovane (in realtà semplicemente una discendenza nonno-nipote) un chiaro passaggio di testimone dalla corte storica di Mulazzo a quella ormai più viva di Villafranca, nessun ruolo politico particolare va ascritto a questo feudo nel dopo-Corrado, non a caso rappresentato proprio da Franceschino Malaspina, marchese di Mulazzo, nel lodo con il vescovo-conte di Luni risolto da Dante stesso con la Pace di Castelnuovo il 6 di ottobre del 1306.
In ogni caso, è assai significativo che al fascino e alla storia della corte di Villafranca non fu immune neppure il Boccaccio, il quale, da grande cercatore qual era di memorie per il suo Trattatello in laude di Dante, volle rendere anch'egli onore a Corrado il Giovane, facendo di lui e della figlia Spina i protagonisti di una novella tra le più lunghe del Decamerone, la VI della II giornata.
Nell'antica chiesina di San Nicolò di Malnido, nel 1285 la sorella di Moroello II di Giovagallo (il vapor di Val di Magra del Canto XXIV dell'Inferno) andò in sposa per procura ad un figlio del conte Ugolino della Gherardesca, colui che «la bocca sollevò dal fiero pasto» in Inferno XXXIII. L'evento, di cui esiste il documento storico, testimonia i legami strategici che i Malaspina seppero tessere anche con la famiglia dei Conti della Gherardesca.
È proprio nel sagrato di questo antico tempio cristiano che è stata recentemente trovata la cripta ove sono state custodite per secoli le spoglie dei principi di casa Malaspina, di cui non è rimasto nulla. Tra quelli era Corrado il Giovane, uno dei soli sei personaggi della Divina Commedia cui Dante si è rivolto con la somma deferenza del "voi".
Villafranca fece quindi parte dei feudi imperiali dei Malaspina dello Spino secco, marchesi della Virgoletta. Marchesato sovrano con investitura imperiale immediata, si estendeva anche su Beverone, Garbugliaga, Rocchetta di Vara e Villa nella valle dell'Aulella presso Aulla. Nel 1547 i fratelli Bartolomeo e Giovanna Battista Malaspina si suddividono il marchesato, generando le due linee della Virgoletta e di Castevoli, mantenendo il feudo di Villafranca indiviso, governandolo ad anni alterni. Dal 1567 è posta sotto l'accomandigia toscana, mentre dal XVIII secolo si pone sotto la protezione dei duchi di Modena, che nel 1720 concedono ai marchesi di aggiungere al cognome Malaspina quello di Estense. Nel 1559 Villafranca contava circa 460 famiglie.
È ricordata dalle cronache storiche per la grave rivolta che scoppiò nel 1705 contro il marchese Giovanni che chiese soccorso alle truppe medicee. 

Il feudo rimase sovrano fino alla sua soppressione nel 1797.
Il 1º agosto 1894 perse la frazione di Orturano, passata al comune di Bagnone.

## Monumenti e luoghi d'interesse

### Architetture religiose
- Chiesa di San Lorenzo
- Chiesa di Santa Maria Assunta di Groppofosco
- Chiesa di San Maurizio
- Chiesa di San Francesco
- Chiesa di San Giovanni Battista
- Chiesa di San Niccolò
- Chiesa dei Santi Gervasio e Protasio, nella frazione di Virgoletta

### Architetture militari
- Borgo murato di Filetto
- Resti del castello Malaspina del Malnido a Villafranca
- Castello di Fornoli
- Castello del Groppofosco
- Castello di Malgrate
- Castello di Virgoletta

### Statue e monumenti
- Monumento marmoreo a Dante Alighieri, Malnido
- Monumento bronzeo a San Francesco, chiostro di San Francesco
- Monumento all'aviatore Torello Baracchini, piazza del Municipio
- Monumento all'aviatore Torello Baracchini davanti alle scuole
- Monumento di marmo ai caduti di tutte le guerre davanti al municipio
- Monumento alle vittime del massacro delle foibe nelle vicinanze del palazzo comunale
- Monumento ad Alberico Benedicenti, opera di Riccardo Rossi, a Mocrone

### Frazioni principali
- Filetto
- Virgoletta
- Mocrone
- Fornoli
- Merizzo
- Irola

## Società

### Evoluzione demografica
Abitanti censiti

### Tradizioni e folclore
La sera del 5 dicembre, vigilia di San Nicolò, si tiene la processione nel centro storico alla luce delle candele; tale processione è accompagnata dalla sfilata di gruppi storici e culmina con l'accensione di un grande fuoco nel parco Tra La Ca.

## Geografia antropica
Villafranca in Lunigiana è composta dalle seguenti frazioni: Filetto, Fornoli, Irola, Malgrate, Merizzo, Mocrone e Virgoletta.

### Filetto

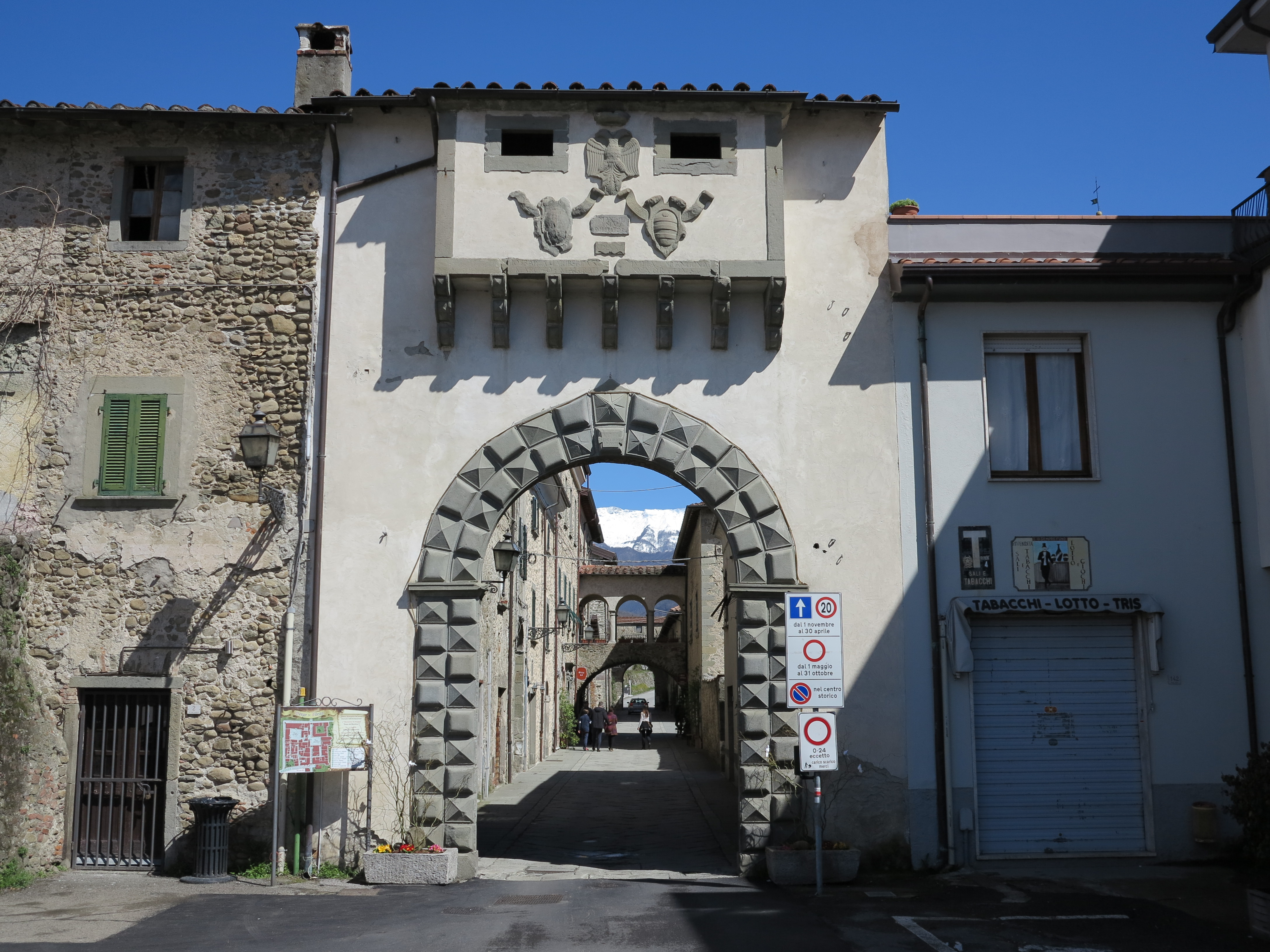
Filetto

Piccolo borgo murato, noto per le sue feste estive, soprattutto medioevali organizzate ad agosto dalla pro loco. Conserva, poco distante dal quadrato delle mura, un'antica selva di castagni dalla quale una letteratura ottocentesca ha mutuato la credenza campanilistica di una diretta ispirazione dantesca per la nota metafora iniziale della Divina Commedia (che è invece una sicura matrice biblica). Fece parte con Malgrate, Gragnana e Orturano del marchesato indipendente (1531) dei Malaspina di Godiasco, Oramala, Pozzol Groppo e Fortunago fino alla soppressione dei feudi imperiali nel 1797. Il borgo di Filetto ha avuto una certa rilevanza in anni recenti sia per le rievocazioni medievali e i mercati dell'antiquariato, sia per le mostre e le conferenze sull'arte contemporanea tenute, a partire dal 2002, presso lo storico Palazzo Cavalli - Casa-Galleria in piazza dell'Immacolata.
La denominazione di "Fileto", che potrebbe essere derivato dal termine "Filacterion" o "Fulacterion", con il quale i bizantini indicavano le fortificazioni poste a sbarramento dei punti strategici di grande importanza, ne indica chiaramente l'origine nel tempo e i caratteri strutturali.
A tale proposito si evidenzia come la denominazione di altre località e comuni italiani quali il vicino comune di Filattiera, Filetto e Filettino abbia probabilmente la stessa origine Bizantina.

### Fornoli
Fornoli, situato nella val di Magra, fu un'importante zona di passaggio per pellegrini e viandanti in cammino lungo la via Francigena durante il Medioevo.

### Irola
Piccolo borgo, a nord di Villafranca L., si divide in Irola di Sotto, Irola di Sopra e Numbria.
Il paese vero e proprio, un tempo era costituito dal borgo che oggi è detto Irola di Sotto, la villa più antica e per lungo tempo sola, con l'oratorio dedicato alla Madonna delle Grazie, la torre e altre case antiche dalla struttura maestosa con possenti portali in arenaria.
Ad Irola di Sopra, sorta successivamente, svetta la chiesa parrocchiale dedicata a San Geminiano vescovo.
Per Irola passava l'antica strada lombarda, chiamata anche via del Volto Santo, che scendendo dal passo del Cirone proseguiva per Lucca.

### Malgrate
Malgrate è uno dei borghi medievali più antichi della Lunigiana ed è situato ai piedi dell'appennino Tosco-Emiliano (250 m s.l.m.). È dominato da un antico castello dotato di una slanciata torre cilindrica alta circa 25 metri. Fu sede dell'antico, omonimo marchesato dei Malaspina dello Spino fiorito.

### Merizzo
Merizzo dista 5 km dal capoluogo comunale e sorge a 200 m sul livello del mare; vi risiedono 45 abitanti. Deve il proprio nome alla posizione soleggiata. Della parte più antica del borgo restano tratti murari e passaggi a volta di collegamento interno tra le case in pietra.
All'ingresso del paese sorge la chiesa di San Michele e dal piazzale antistante si gode il panorama sulla vallata antistante.

### Mocrone
Mocrone, borgo di poche anime, è inaccessibile a veicoli di grosse dimensioni, in quanto gli unici due ingressi sono delimitati da abitazioni. Vi si trova la pittoresca chiesetta di San Maurizio, che architettonicamente viene fatta risalire al XIII/XIV secolo. Nella piazza principale vi è una statua dedicata ad Alberico Benedicenti, autore di diversi studi scientifici in medicina e farmacia, la cui abitazione di famiglia è situata quasi all'ingresso del paese.

### Virgoletta

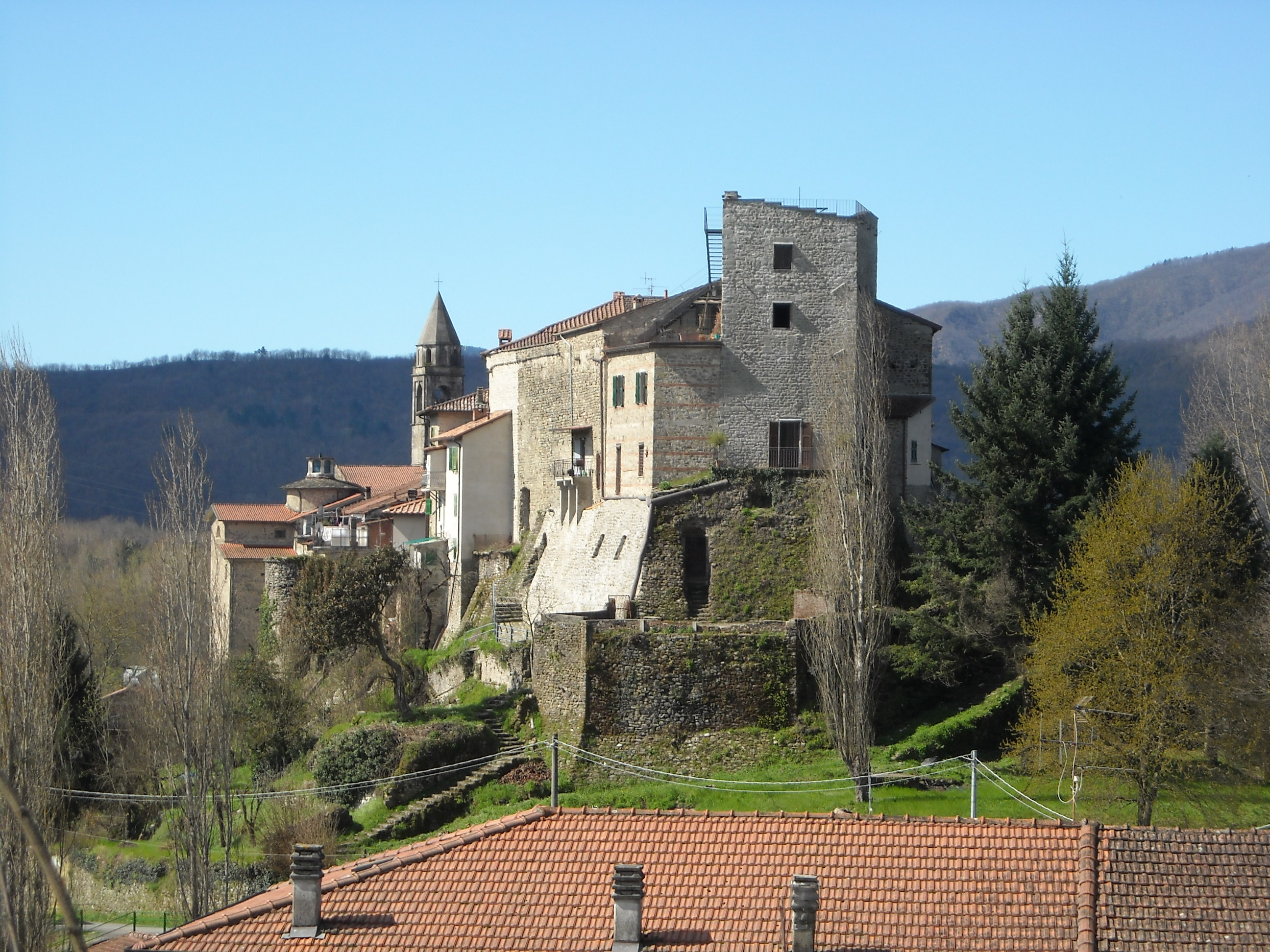
Virgoletta

Virgoletta, antico borgo medioevale situato sul colle del Vignale. Dalla torre di base quadrata con piccola cinta muraria, risalente al XII sec. costruita dalla famiglia Corbellari, deriva questo curioso nome del paese. Leggendo le mappe dell'epoca troviamo "Verrucola Corbellariorum" alla sinistra della valle del Magra, direzione sud. Nell'anno 1600 viene terminata la parte gentilizia del castello, da parte del marchese Federico Malaspina, signore di Villafranca. Il borgo della Virgoletta, arredato dei suoi portali, conduce alla piazza, ove troviamo la xhiesa dedicata ai Santi Gervasio e Protasio. All'interno possiamo ammirare l'altare di marmo dei Corpi Santi di scuola berniniana ed un paleo marmoreo del XV secolo.

## Amministrazione
Di seguito è presentata una tabella relativa alle amministrazioni che si sono succedute in questo comune.
| Periodo           | Periodo           | Primo cittadino        | Partito                         | Carica  | Note   |
| ----------------- | ----------------- | ---------------------- | ------------------------------- | ------- | ------ |
| 8 ottobre 1986    | 1º giugno 1990    | Luciano Buttini        | Democrazia Cristiana            | Sindaco | [ 11 ] |
| 1º giugno 1990    | 9 giugno 1991     | Luciano Buttini        | Democrazia Cristiana            | Sindaco | [ 11 ] |
| 22 luglio 1991    | 24 aprile 1995    | Ivo Pellegri           | Democrazia Cristiana            | Sindaco | [ 11 ] |
| 24 aprile 1995    | 14 giugno 1999    | Roberto Antiga         | centro-sinistra                 | Sindaco | [ 11 ] |
| 14 giugno 1999    | 14 giugno 2004    | Roberto Antiga         | centro-sinistra                 | Sindaco | [ 11 ] |
| 14 giugno 2004    | 8 giugno 2009     | Lucio Barani           | lista civica                    | Sindaco | [ 11 ] |
| 8 giugno 2009     | 18 settembre 2009 | Fabrizio Antiga        | lista civica                    | Sindaco | [ 11 ] |
| 30 marzo 2010     | 1º giugno 2015    | Pietro Cerutti         | lista civica                    | Sindaco | [ 11 ] |
| 1º giugno 2015    | 21 settembre 2020 | Abramo Filippo Bellesi | lista civica Villafranca libera | Sindaco | [ 11 ] |
| 21 settembre 2020 | in carica         | Abramo Filippo Bellesi | lista civica Villafranca libera | Sindaco | [ 11 ] |

## Sport

### Calcio
La propria squadra locale di calcio milita in Seconda Categoria ed è il Filvilla.
Nella stagione 1942-1943 lo SGEM Villafranca partecipò al girone F del campionato di calcio di Serie C, classificandosi all'ottavo posto.

### Infrastrutture
Stadio comunale "Bottero"

## Galleria d'immagini

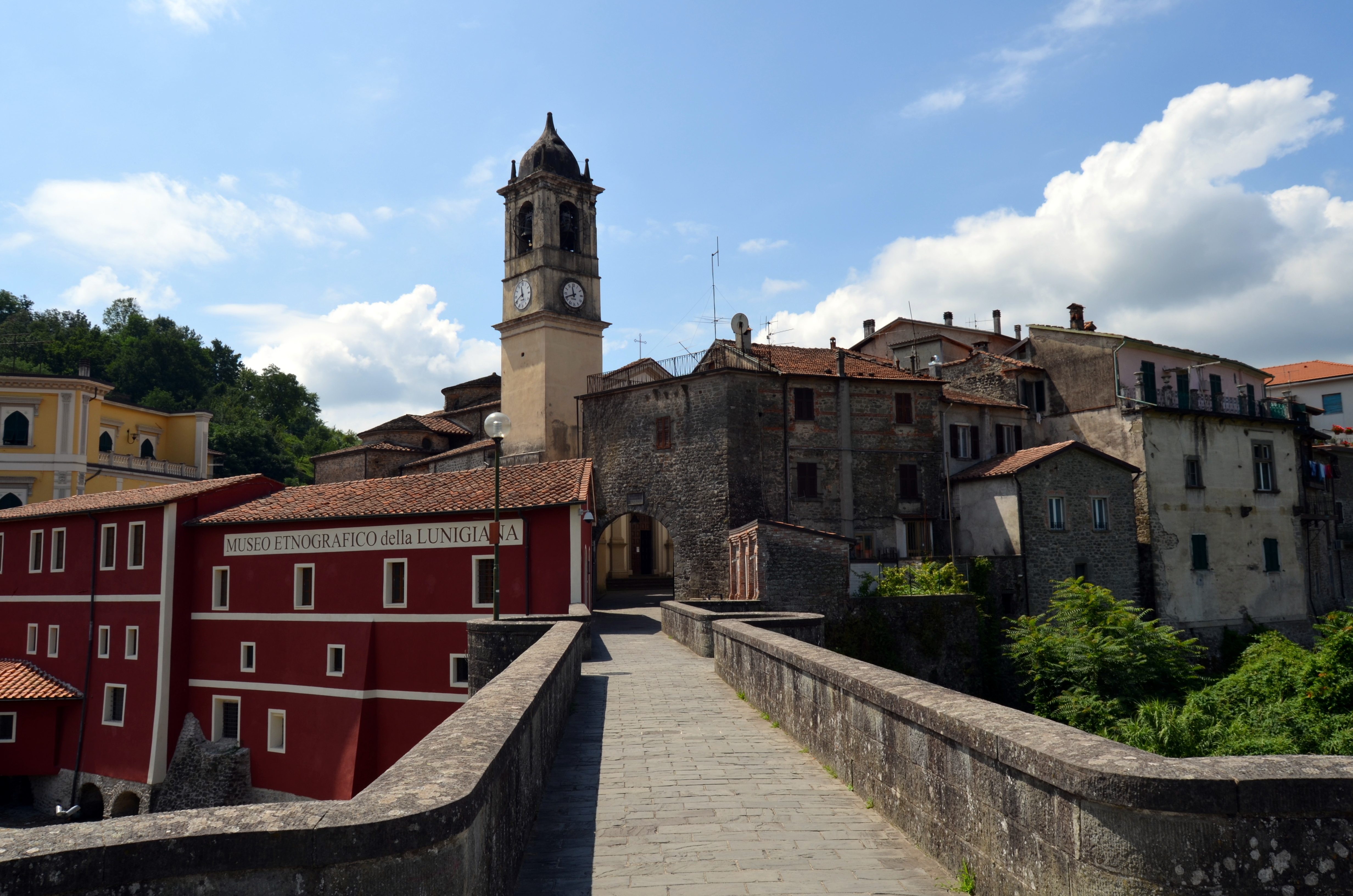
Il Ponte sul torrente Bagnone e il museo etnografico della Lunigiana dedicato allo studioso Germano Cavalli
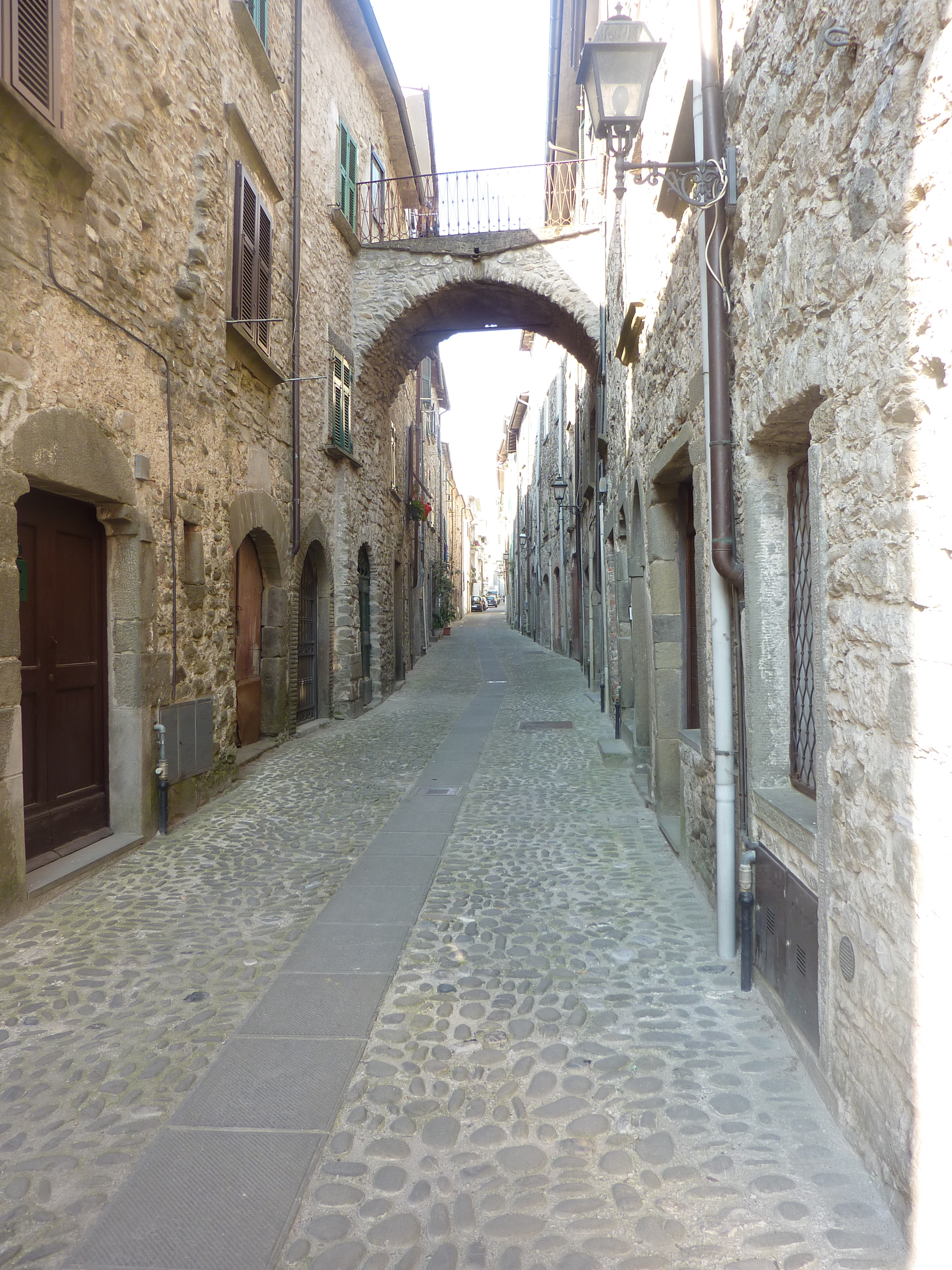
Uno scorcio del centro storico
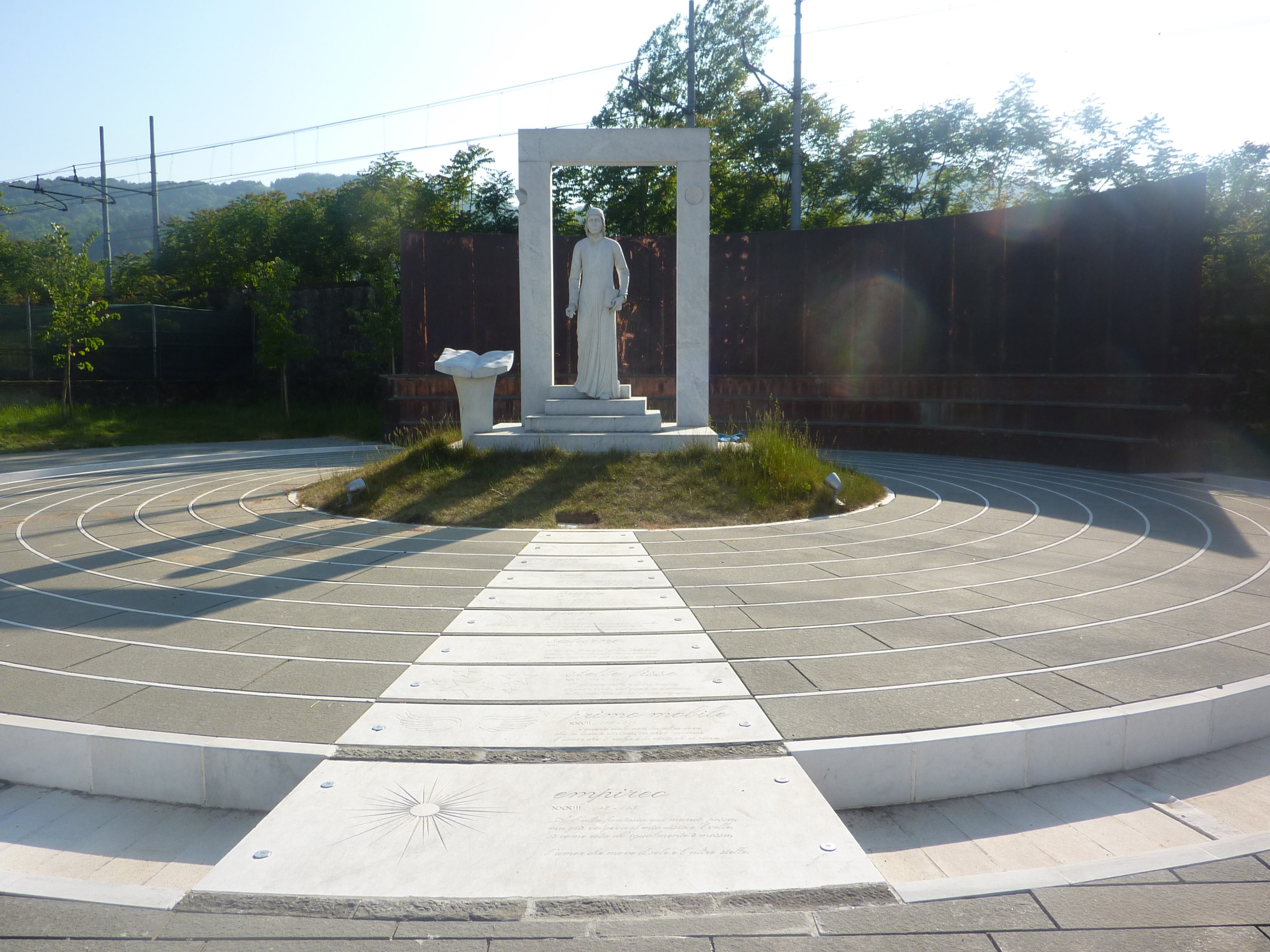
Monumento a Dante Alighieri sul sacello dei Malaspina
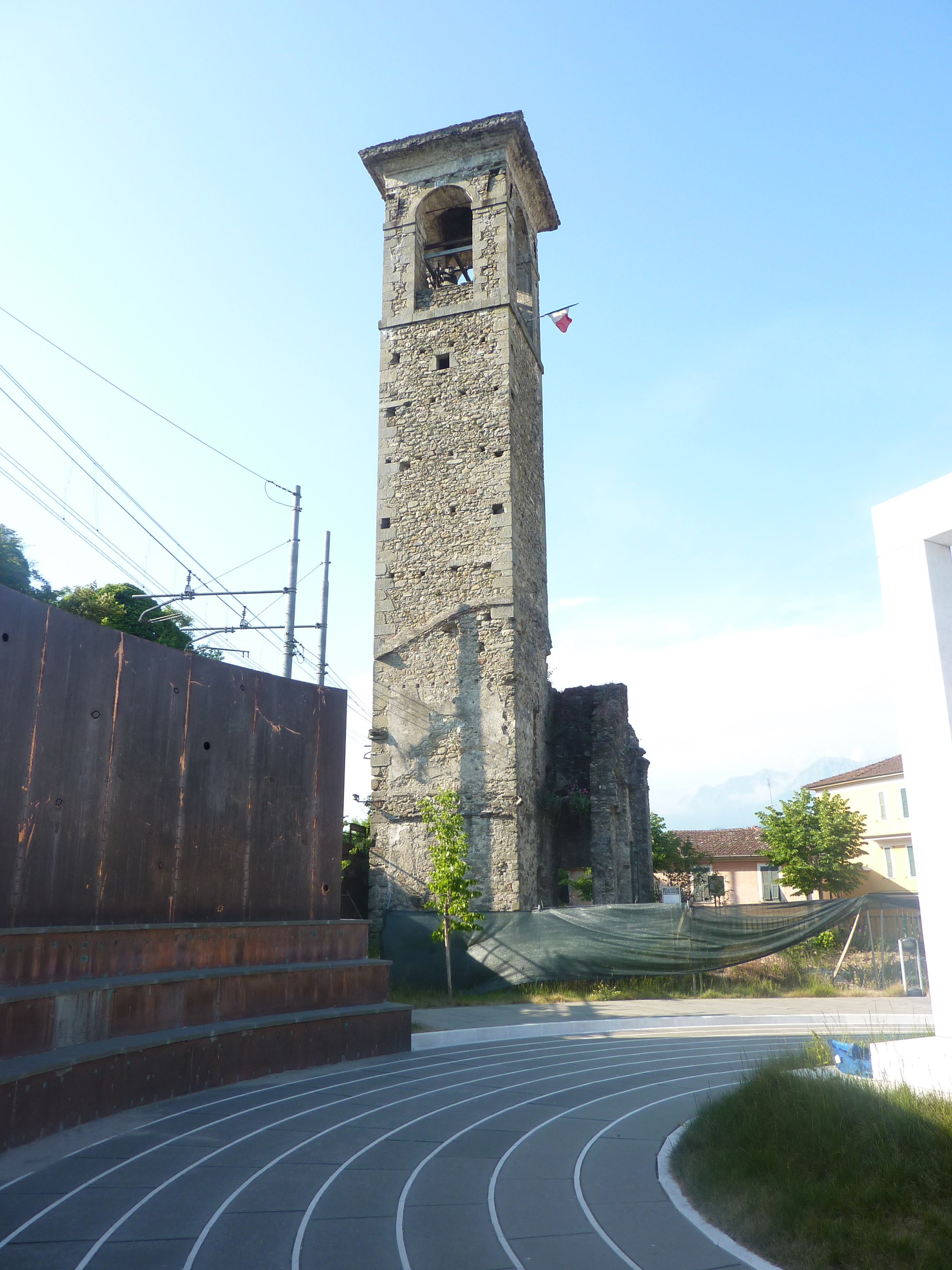
Torre campanaria dell'antica chiesa di S.Niccolò